# Tapuwa Kapini
Tapuma Kapini (Bulawayo, 17 luglio 1984) è un ex calciatore zimbabwese, di ruolo portiere.

## Carriera

### Club
Comincia a giocare in patria, all'Highlanders. Nel 2006 si trasferisce in Sudafrica, al Silver Stars (Platinum Stars dal 2007). Nel 2011 passa all'AmaZulu. Il 10 febbraio 2015 viene ufficialmente acquistato dall'Highlands Park.

### Nazionale
Ha debuttato in nazionale nel 2001. Ha partecipato, con la nazionale, alla Coppa d'Africa 2004 e alla Coppa d'Africa 2006. Ha collezionato in totale, con la nazionale, 43 presenze.